# استفان لامپادیوس
استفان لامپادیوس (انگلیسی: Stefan Lampadius؛ زادهٔ ۱۷ نوامبر ۱۹۷۶) بازیگر، فیلم‌سازی اهل آلمان است. وی از سال ۲۰۰۱ میلادی تاکنون مشغول فعالیت بوده‌است.
از فیلم‌ها یا برنامه‌های تلویزیونی که وی در آن نقش داشته‌است می‌توان به غرب، کهیر، و ما موج هستیم اشاره کرد.